# Selenaria kayae
Selenaria kayae is een mosdiertjessoort uit de familie van de Selenariidae. De wetenschappelijke naam van de soort is voor het eerst geldig gepubliceerd in 2001 door Conroy, Cook & Bock.